# Singapore Petroleum Company
Pour les articles homonymes, voir SPC.

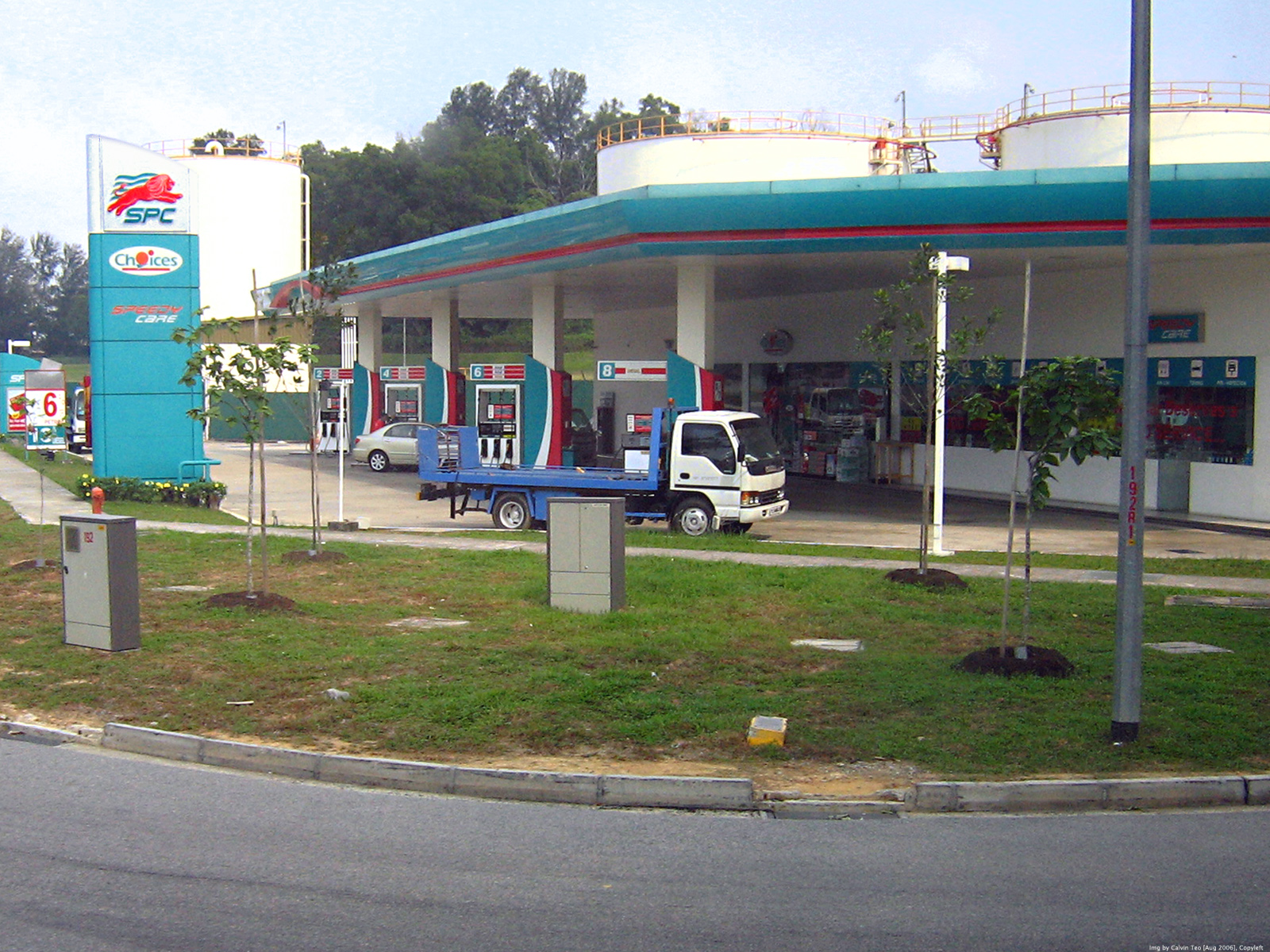
Une station-service de la SPC à Jurong.

La Singapore Petroleum Company Limited (SPC; SGX : S99) est une compagnie pétrolière singapourienne.

## Histoire et activités
L’entreprise a été fondée en 1969 sous le nom de  « Singapore Petroleum & Chemical Co. Pte Ltd ».
Elle est devenue un acteur régional de l’exploration et production pétrolière en acquérant des participations sur des blocs au Cambodge, en Indonésie, au Vietnam, en Australie et plus récemment en Chine.
La SPC possède des intérêts dans plusieurs gazoducs, qui acheminent du gaz indonésien.
Elle possède à parts égales avec Caltex (filiale de  Chevron), la raffinerie « Singapore Refining Company (SRC) », ainsi qu’un terminal de stockage de produits pétroliers. 
Compagnie pétrolière intégrée, elle dispose d’une activité de trading, notamment à destination de l’aviation, et d’un réseau de stations-services sur Singapour, principalement racheté  à BP, lors de son retrait de la distribution pétrolière en Asie.